# Kovačević
Kovačević (včasih pisan kot Kovačevič) je 86. najbolj pogost priimek v Sloveniji, ki ga je po podathih Statističnega urada Republike Slovenije na dan 31. decembra 2007 uporabljalo 1.430 oseb. Z njim so etimološko sorodni priimki Kovač, Kovačič in Kovačec; na Slovenskem se pojavlja se tudi v poslovenjeni obliki Kovačevič.

## Znani nosilci priimka v Sloveniji
- Irena Kovačević, (filmska) igralka
- Maj Kovačevič (*1990), košarkar
- Marjan Kovačevič Beltram (*1949), radijski literarni urednik, pisatelj
- Milan Kovačević (*1996), košarkar
- Mladen ''Jaje'' Kovačevič (*1980), nogometaš
- Nataša Kovačević, dr.-kemičarka (Kolektor), inženirka leta 2021
- Nino Kovačević (1944—1994), grafični oblikovalec (hrvaškega rodu)
- Rade Kovačević (1948—2023), kajakaški delavec (srbskega rodu)
- Sabahudin Kovačevič (*1986), hokejist
- Senad Kovačevič (*1981), hokejist

## Znani tuji nosilci priimka
- Aleksa Kovačević (1910—1979), hrvaški (jugoslovanski predvojni) atlet
- Aleksandar Kovačević (*1974), srbski šahovski velemojster
- Aleksandar - Saša Kovačević (*1985), srbski kantavtor, pevec
- Ante (Antun) Kovačević (1894—1975), hrvaški pedagog in humorist
- Anto Kovačević (1952—2020), hrvaški politik, politični zapornik in filozof
- Antun (Blaž) Kovačević (1738—1794), hrvaški general
- Blagoje Kovačević (1900—1959), bosenski kirurg, akademik
- Blažo Kovačević (1909—1981), črnogorski general
- Bojan Kovačević, srbski arhitekt
- Bosiljka Kovačević-Mijatović (1910—1993), hrvaška slikarka
- Božidar Kovačević (književnik) (1902—1990), srbski pesnik, esejist in prevajalec, arhivist SANU
- Božidar Kovačević (slikar) (1934—2010), srbski slikar
- Božo Kovačević (*1955), hrvaški politik, diplomat in mednarodnopolitični analitik
- Branislava Kovačević-Bojović (1905—1943), srbska operna pevka in publicistka
- Branko Kovačević (slikar) (1911—1988), hrvaški slikar
- Branko Kovačević (elektrotehnik) (*1951), srbski elektrotehnik, rektor Univerze v Beogradu
- Branko Kovačević (športnik) (*1967), odbojkarski trener
- Dane Kovačević (1856—1935), hrvaški etnograf (v Žumberku)
- Darko Kovačević (*1973), srbski nogometaš
- David Kovačević (1864—1937), hrvaški romanist in kulturni delavec
- Desanka Kovačević (*1925), bosensko-srbska zgodovinarka in akademičarka
- Dragica Kovačević-Häusler (1879—1974), hrvaška pianistka in klavirska pedagoginja
- Dušan Kovačević (*1948), srbski dramatik in filmski scenarist
- Dušanka Kovačević (1917—?), bosenska političarka
- Đuro Kovačević - Ajant (*1970), hrvaški atlet, "branitelj", vojni invalid in publicist
- Edo (Edmund) Kovačević (1906—1993), hrvaški slikar
- Ferdinand Kovačević (1838–1913), hrvaški inženir in tehnični izumitelj (telegraf-duplex)
- Ferdo Kovačević (slikar) (1870—1927), hrvaški slikar
- Filip Kovačević (pesnik) (1859—1922), črnogorski pesnik
- Filip Kovačević (politolog) (*1975), črnogorski politolog, publicist in aktivist
- Frano Mate Kovačević (ok. 1794—po 1848), hrvaški ilirec in kulturni delavec
- Gavrilo Kovačević (1765—1832), srbski pesnik
- Hrvoje Kovačević (*1966), hrvaški arhitekt, filmski animator in pisatelj
- Irena Kovačević-Hardi (*1944), vojvodinsko-rusinska pesnica
- Iva Kovačević, srbska teniška igralka
- Ivan Kovačević (general) (1744—1799), hrvaški general
- Ivan Kovačević (1920—1989), hrvaški zgodovinar (roj. v Krškem)
- Ivanka Kovačević (1919—?), srbska anglistka, univ. profesorica
- Ivica Kovačević (1904—1993), hrvaški boksar in trener
- Jelena Kovačević (*1982), hrvaška grafičarka (končala ALU v Ljubljani)
- Josip Kovačević (fitocenolog) (1910—1980), hrvaški kmetijski fitocenolog in herbolog
- Josip Kovačević (književnik) (*1936), hrvaški pisatelj in dramatik
- Jovan Kovačević (arheolog) (1920—1988), srbski arheolog
- Kalina Kovačević, srbska igralka
- Katalin Kovačević-Hegedüs (*1935), vojvodinska germanistka, profesorica starejše nemške književnosti
- Kosta Kovačević (*1922), srbski teniški trener
- Krešimir Kovačević (1913—1992), hrvaški muzikolog, glasbeni kritik in leksikograf
- Krunoslav Kovačević (*1943), hrvaški kemik, vodja raziskav v Plivi
- Ljubomir Kovačević (1848—1918), srbski zgodovinar in akademik
- Mihailo Kovačević (1891—1961), srbsko-francoski igralec, literat in prevajalec
- Milan Kovačević, ime več oseb
- Milomir Kovačević - Strašni, bosanskohercegovski/sarajevski fotograf
- Milorad Kovačević (1930—2011), srbski (jugoslovanski) politik, diplomat, nevladni aktivist, publicist in akademik
- Miloš Kovačević (jezikoslovec) (*1953), srbski jezikoslovec, univ. prof.
- Miloš Kovačević (*1991), črnogorsko-srbski nogometaš
- Milovan Kovačević (1905—1946), hrvaški arhitekt
- Mina Kovačević-Braude (1920—2013), jugoslovanska partizanka-prvoborka in prevajalka litovsko-judovskega rodu (žena generala Voja Kovačevića)
- Mira Ovčačik-Kovačević (1909—2010), hrvaška etnologinja, restavratorka in konservatorka umetniških tekstilij
- Miroslav Kovačević - Senjanin (1945—1975), hrvaški pesnik (čakavski, kajkavski, štokavski) in prevajalec
- Mladen Kovačević (*1979), srbski filmski režiser
- Nataša Kovačević (*1994), srbska košarkarica (brez noge)
- Nenad Kovačević (*1980), srbski nogometaš
- Neven Kovačević (*1928), hrvaški arhitekt, urbanist in prostorski planer (mdr. turističnih naselij)
- Nikola Kovačević (politik) (1890—1964), črnogorski politik
- Nikola Kovačević (aktivist) (1894—1979), srbsko-vojvodinski udeleženec ruske oktobrske revolucije, španski borec, revolucionar
- Nikola Kovačević (*1983), srbski odbojkar
- Oliver Kovačević (*1974), srbski nogometaš
- Pavle Kovačević (*1940), srbski satirik
- Pavao Kovačević (1919—1998), hrvaški pedolog
- Petra Kovačević (*1994), hrvaška pevka
- Predrag V. Kovačević (1904—1989), črnogorski kulturni in pomorski zgodovinar (Boka Kotorska)
- Radomir Kovačević (1954—2006), jugoslovansko-(bosensko-)srbski judoist in trener
- Sava Kovačević (1906—1943), črnogorski partizanski komandant in narodni heroj
- Siniša Kovačević (*1954), srbski pisatelj, dramatik in dramaturg (prof. dramaturgije v Bgd)
- Slobodan "Bodo" Kovačević (1946—2004), bosenski kitarist in skladatelj zabavne glasbe
- Slobodan M. ("Slobo") Kovačević (*1947), bosensko-hrvaški popularni glasbenik in slikar
- Srđan Kovačević (*1982), hrvaški filmski snemalec in režiser
- Tomislav Kovačević (*1945), hrvaški pesnik (brat Miroslava)
- Velimir (Veljko) Kovačević (1919—1941), srbski pesnik in revolucionar
- Veljko Kovačević (1912—1994), črnogorski partizan, narodni heroj, general, vojaški zgodovinar in pisatelj
- Vladimir "Vladica" Kovačević (1940—2016), srbski (jugoslovanski) nogometaš in trener
- Vlatko (Vlado) Kovačević (*1942), hrvaški (jugoslovanski) šahovski velemojster in publicist
- Vojislav Kovačević (1924—1987), hrvaški psiholog in defektolog
- Vojo Kovačević (1912—1997), črnogorski partizan in general, narodni heroj
- Zoran Kovačević (*1935), vojvodinsko-srbski biokemik in akademik
- Željko (Želislav) Kovačević (1893—1984), hrvaški entomolog in univ. profesor